# Olympische Sommerspiele 1952/Radsport – Tandem (Männer)
Der 2000-m-Tandem-Bahnradsprint der Männer bei den Olympischen Spielen 1952 in Helsinki fand vom 28. bis 31. Juli im Helsingin Velodromi statt. Olympiasieger wurde das australische Duo Lionel Cox und Russell Mockridge.

## Ergebnisse

### Runde 1
Lauf 1
| Rang | Athleten                          | Nation                | Zeit   | Anmerkung                      |
| ---- | --------------------------------- | --------------------- | ------ | ------------------------------ |
| 1    | Raymond Robinson Thomas Shardelow | Südafrikanische Union | 10,6 s | Qualifiziert für Viertelfinale |
| 2    | Gabriel Glorieux Pierre Gosselin  | Belgien               |        | Hoffnungslauf                  |

Lauf 2
| Rang | Athleten                        | Nation     | Zeit   | Anmerkung                      |
| ---- | ------------------------------- | ---------- | ------ | ------------------------------ |
| 1    | Franck Le Normand Robert Vidal  | Frankreich | 10,8 s | Qualifiziert für Viertelfinale |
| 2    | Kihei Tomioka Tamotsu Chikanari | Japan      |        | Hoffnungslauf                  |

Lauf 3
| Rang | Athleten                       | Nation         | Zeit   | Anmerkung                      |
| ---- | ------------------------------ | -------------- | ------ | ------------------------------ |
| 1    | Alan Bannister Les Wilson      | Großbritannien | 11,0 s | Qualifiziert für Viertelfinale |
| 2    | Ensio Nieminen Olavi Linnonmaa | Finnland       |        | Hoffnungslauf                  |

Lauf 4
| Rang | Athleten                         | Nation     | Zeit   | Anmerkung                      |
| ---- | -------------------------------- | ---------- | ------ | ------------------------------ |
| 1    | Jens Juul Eriksen Olaf Holmstrup | Dänemark   | 11,3 s | Qualifiziert für Viertelfinale |
| 2    | Kurt Nemetz Walter Bortel        | Österreich |        | Hoffnungslauf                  |

Lauf 5
| Rang | Athleten                        | Nation     | Zeit   | Anmerkung                      |
| ---- | ------------------------------- | ---------- | ------ | ------------------------------ |
| 1    | Malcolm Simpson Colin Dickinson | Neuseeland | 11,3 s | Qualifiziert für Viertelfinale |
| 2    | Fredy Arber Fritz Siegenthaler  | Schweiz    |        | Hoffnungslauf                  |

Lauf 6
| Rang | Athleten                         | Nation             | Zeit   | Anmerkung                      |
| ---- | -------------------------------- | ------------------ | ------ | ------------------------------ |
| 1    | Cesare Pinarello Antonio Maspes  | Italien            | 10,8 s | Qualifiziert für Viertelfinale |
| 2    | Frank Brilando Richard Cortright | Vereinigte Staaten |        | Hoffnungslauf                  |

Lauf 7
| Rang | Athleten                        | Nation     | Zeit   | Anmerkung                      |
| ---- | ------------------------------- | ---------- | ------ | ------------------------------ |
| 1    | Lionel Cox Russell Mockridge    | Australien | 11,4 s | Qualifiziert für Viertelfinale |
| 2    | Imre Furmen István Schillerwein | Ungarn     |        | Hoffnungslauf                  |

#### Hoffnungsläufe
Die Sieger eines Hoffnungslaufs qualifizierten sich für die zweite Runde.
Hoffnungslauf 1
| Rang | Athleten                         | Nation   | Zeit   | Anmerkung                                      |
| ---- | -------------------------------- | -------- | ------ | ---------------------------------------------- |
| 1    | Gabriel Glorieux Pierre Gosselin | Belgien  | 11,5 s | Qualifiziert für das Finale des Hoffnungslaufs |
| 2    | Ensio Nieminen Olavi Linnonmaa   | Finnland |        |                                                |

Hoffnungslauf 2
| Rang | Athleten                       | Nation     | Zeit   | Anmerkung                                      |
| ---- | ------------------------------ | ---------- | ------ | ---------------------------------------------- |
| 1    | Fredy Arber Fritz Siegenthaler | Schweiz    | 11,0 s | Qualifiziert für das Finale des Hoffnungslaufs |
| 2    | Kurt Nemetz Walter Bortel      | Österreich |        |                                                |

Hoffnungslauf 3
| Rang | Athleten                         | Nation             | Zeit   | Anmerkung                                      |
| ---- | -------------------------------- | ------------------ | ------ | ---------------------------------------------- |
| 1    | Imre Furmen István Schillerwein  | Ungarn             | 11,3 s | Qualifiziert für das Finale des Hoffnungslaufs |
| 2    | Kihei Tomioka Tamotsu Chikanari  | Japan              |        |                                                |
| 3    | Frank Brilando Richard Cortright | Vereinigte Staaten |        |                                                |

Finale des Hoffnungslaufs
| Rang | Athleten                         | Nation  | Zeit   | Anmerkung                      |
| ---- | -------------------------------- | ------- | ------ | ------------------------------ |
| 1    | Imre Furmen István Schillerwein  | Ungarn  | 11,3 s | Qualifiziert für Viertelfinale |
| 2    | Fredy Arber Fritz Siegenthaler   | Schweiz |        |                                |
| 3    | Gabriel Glorieux Pierre Gosselin | Belgien |        |                                |

### Viertelfinale
Lauf 1
| Rang | Athleten                        | Nation     | Zeit   | Anmerkung                       |
| ---- | ------------------------------- | ---------- | ------ | ------------------------------- |
| 1    | Franck Le Normand Robert Vidal  | Frankreich | 11,1 s | Qualifiziert für das Halbfinale |
| 2    | Malcolm Simpson Colin Dickinson | Neuseeland |        |                                 |

Lauf 2
| Rang | Athleten                        | Nation  | Zeit   | Anmerkung                       |
| ---- | ------------------------------- | ------- | ------ | ------------------------------- |
| 1    | Cesare Pinarello Antonio Maspes | Italien | 11,1 s | Qualifiziert für das Halbfinale |
| 2    | Imre Furmen István Schillerwein | Ungarn  |        |                                 |

Lauf 3
| Rang | Athleten                         | Nation     | Zeit   | Anmerkung                       |
| ---- | -------------------------------- | ---------- | ------ | ------------------------------- |
| 1    | Lionel Cox Russell Mockridge     | Australien | 11,1 s | Qualifiziert für das Halbfinale |
| 2    | Jens Juul Eriksen Olaf Holmstrup | Dänemark   |        |                                 |

Lauf 4
| Rang | Athleten                          | Nation                | Zeit   | Anmerkung                       |
| ---- | --------------------------------- | --------------------- | ------ | ------------------------------- |
| 1    | Raymond Robinson Thomas Shardelow | Südafrikanische Union | 10,5 s | Qualifiziert für das Halbfinale |
| 2    | Alan Bannister Les Wilson         | Großbritannien        |        |                                 |

### Halbfinale
Halbfinale 1
| Rang | Athleten                        | Nation     | Zeit   | Anmerkung                             |
| ---- | ------------------------------- | ---------- | ------ | ------------------------------------- |
| 1    | Lionel Cox Russell Mockridge    | Australien | 11,0 s | Qualifiziert für das Finale           |
| 2    | Cesare Pinarello Antonio Maspes | Italien    |        | Qualifiziert für das Rennen um Bronze |

Halbfinale 2
| Rang | Athleten                          | Nation                | Zeit | Anmerkung                             |
| ---- | --------------------------------- | --------------------- | ---- | ------------------------------------- |
| 1    | Raymond Robinson Thomas Shardelow | Südafrikanische Union | –    | Qualifiziert für das Finale           |
| 2    | Franck Le Normand Robert Vidal    | Frankreich            | DNF  | Qualifiziert für das Rennen um Bronze |

### Finalrunde
Finale
| Rang | Athleten                          | Nation                | Zeit   |
| ---- | --------------------------------- | --------------------- | ------ |
| 1    | Lionel Cox Russell Mockridge      | Australien            | 11,0 s |
| 2    | Raymond Robinson Thomas Shardelow | Südafrikanische Union |        |

Rennen um Bronze
| Rang | Athleten                        | Nation     | Zeit |
| ---- | ------------------------------- | ---------- | ---- |
| 3    | Cesare Pinarello Antonio Maspes | Italien    | –    |
| 4    | Franck Le Normand Robert Vidal  | Frankreich | DNF  |

## Endstand
| Rang   | Nation                | Athleten                          |
| ------ | --------------------- | --------------------------------- |
| Gold   | Australien            | Lionel Cox Russell Mockridge      |
| Silber | Südafrikanische Union | Raymond Robinson Thomas Shardelow |
| Bronze | Italien               | Cesare Pinarello Antonio Maspes   |
| 4.     | Frankreich            | Franck Le Normand Robert Vidal    |
| 5.     | Dänemark              | Jens Juul Eriksen Olaf Holmstrup  |
| 6.     | Großbritannien        | Alan Bannister Leslie Wilson      |
| 7.     | Ungarn                | Imre Furmen István Schillerwein   |
| 8.     | Neuseeland            | Clarence Simpson Colin Dickinson  |
| 9.     | Schweiz               | Fredy Arber Fritz Siegenthaler    |
| 10.    | Belgien               | Gabriel Glorieux Pierre Gosselin  |
| 11.    | Österreich            | Kurt Nemetz Walter Bortel         |
| 12.    | Finnland              | Ensio Nieminen Olavi Linnonmaa    |
| 13.    | Japan                 | Kihei Tomioka Tamotsu Chikanari   |
| 14.    | Vereinigte Staaten    | Frank Brilando Richard Cortright  |

## Weblink
- Ergebnisse in der Datenbank von Sports-Reference (englisch; archiviert vom Original), abgerufen am 1. August 2016.